# 14. juni
14. juni er dag 165 i året i den gregorianske kalender (dag 166 i skudår). Der er 200 dage tilbage af året.
Rufinus dag. Der findes ingen sikre beretninger om ham.
Dagen er den internationale bloddonordag – holdes på Karl Landsteiners fødselsdag – han fik nobelprisen for sit arbejde med blodtyper.
Det er USA's flagdag.

### Begivenheder
Født - Dødsfald
- 1259 - Fyrst Jaromar af Rügen vinder en knusende sejr over en dansk hær under slaget ved Næstved.
- 1645 - I et afgørende slag under den engelske borgerkrig besejrer Oliver Cromwells "jernsider" den kongelige engelske hær ved Naseby.
- 1777 - Den amerikanske kongres vedtager at gøre stjernebanneret Stars and Stripes til USA's officielle flag.
- 1789 - 19 overlevende fra mytteriet på Bounty, herunder kaptajn William Bligh, når land på Timor efter at have tilbragt 47 dage i en åben båd og tilbagelagt 6.710 km.
- 1800 - Napoleon slår østrigerne i slaget ved Marengo i det nordlige Italien, hvorefter han erobrer hele Italien.
- 1894 - Den franske præsident Marie François Sadi Carnot myrdes af den italienske anarkist Sante Caserio i Lyon.
- 1907 - De norske kvinder får valgret.
- 1915 - Den sidste hestetrukne sporvogn kørte sin sidste tur i København: Hestesporvognen ("Hønen") gennem Nørregade.
- 1940 - Tyske tropper invaderer Paris.
- 1941 - Tyske og engelske aktiver i USA indefryses.
- 1941 - Sovjetbesættelsesmagten gennemfører junideportationerne fra Estland, Letland, Litauen, Hviderusland, Ukraine og Moldavien - mere end 100.000 mennesker sendes til tvangsarbejdslejre eller kolonibosættelser i Sibirien
- 1962 - ESRO - den Europæiske RumfartsOrganisation - stiftes i Paris.
- 1962 - 40 mennesker arresteres for mordplaner på Charles de Gaulle.
- 1963 - Den russiske kosmonaut Valery Bykovskij sætter varighedsrekord i rumflyvning med rumskibet Vostok 5. Han var i rummet fra 14-19. juni.
- 1965 - Militæret overtager magten i Sydvietnam.
- 1967 - Det amerikanske rumfartøj Mariner 5 opsendes mod planeten Venus.
- 1967   - Revselsesretten afskaffes for lærere, så de ikke længere har lov til at slå børnene i de danske skoler.
- 1967   - København fejrer 800 års fødselsdag med verdens længste kaffebord med 80.000 kopper kaffe og 100.000 rådhuspandekager på Strøget.
- 1981 - I Schweiz afholdes folkeafstemning om fuld ligeberettigelse mellem kvinder og mænd.
- 1982 - Domstolen i Duisburg beslutter at lade sagen mod den tidligere rigsbefuldmægtige i Danmark 1943-45 Werner Best falde.
- 1982   - Våbenstilstand i Falklandskrigen efter argentinske troppers betingelsesløse kapitulation i hovedstaden Stanley.
- 1983 - Indiens premierminister Indira Gandhi afslutter 4 dages besøg i Danmark.
- 1984 - Else Hammerich, Folkebevægelsen mod EF, og Poul Møller og Claus Toksvig fra de konservative bliver de store stemmeslugere ved valget til Europaparlamentet.
- 1987 - Formiddagsaviserne BT og Ekstra Bladet begynder også at udkomme om søndagen.
- 1989 - I DBU's 100 års jubilæumsturnering vinder det danske fodboldlandshold i Idrætsparken 6-0 over Sverige. Det er den største sejr over svenskerne i historien.
- 1991 - I New York City sætter den amerikanske løber Leroy Burrell ny verdensrekord i 100 meter løb med tiden 9,90 sekunder.
- 1993 - Canada får sin første kvindelige premierminister, 46-årige Kim Campbell, som overtager posten efter Brian Mulroney.
- 1994 - På et pressemøde på Frederiksberg meddeler statsminister Poul Nyrup Rasmussen, at han og Lone Dybkjær er blevet viet en måned tidligere i dybeste hemmelighed.
- 1998 - Dronning Margrethe indvier officielt Storebæltsbroen og dermed bildelen af Storebæltsforbindelsen.
- 2001 - Sammenstød mellem demonstranter og politi ved EU-topmøde i Göteborg.
- 2005 - Asafa Powell sætter ny verdensrekord i 100 meter løb i Athen med 9,77 sekunder.

### Født
- 1736 - Charles-Augustin de Coulomb, fransk fysiker (død 1806).
- 1794 – Anna Christiane Ludvigsen, dansk digter (død 1884).
- 1801 - Peter Wilhelm Lund, dansk naturforsker (død 1880).
- 1811 - Harriet Beecher Stowe, amerikansk forfatter (død 1896).
- 1832 - Nikolaus August Otto, tysk ingeniør og opfinder (død 1891).
- 1856 - Andrej Andrejevitj Markov, russisk matematiker (død 1922).
- 1858 - Carl Heinrich Stratz, tysk gynækolog.
- 1864 - Alois Alzheimer, tysk psykiater (død 1915).
- 1868 - Karl Landsteiner, østrigsk biolog og modtager af Nobelprisen i fysiologi eller medicin (død 1943).
- 1870 - Sophie, tyskfødt græsk dronning (død 1932).
- 1871 - Jacob Ellehammer, dansk flypioner og opfinder (død 1946).
- 1903 - Alonzo Church, amerikansk matematiker og logiker (død 1995).
- 1909 - Burl Ives, amerikansk sanger og skuespiller (død 1995).
- 1910 - Rudolf Kempe, tysk dirigent (død 1976).
- 1917 - Lise Nørgaard, dansk journalist og forfatterinde (død 2023).
- 1917 - Johannes Marott, dansk skuespiller (død 1985).
- 1924 - James W. Black, skotsk farmakolog (død 2010).
- 1928 - Che Guevara, sydamerikansk oprører og frihedshelt (død 1967).
- 1933 - Preben Dich, dansk journalist og forfatter.
- 1937 - Jørgen Leth, dansk forfatter, TV- og filmmand og cykelkommentator.
- 1943 - Niels Boserup, dansk direktør for Københavns Lufthavn (død 2021).
- 1943 - Edith Guillaume, dansk operasanger (død 2013).
- 1945 - Thor Pedersen, dansk folketingsmedlem og finansminister.
- 1945 - Hans Dal, dansk guitarist og komponist.
- 1945 - Jörg Immendorff, tysk maler (død 2007).
- 1946 - Donald Trump, amerikansk forretningsmand og præsident.
- 1949 - Jimmy Lea, engelsk musiker i Slade.
- 1950 - Rowan Williams, walisisk teolog og ærkebiskop af Canterbury
- 1953 - Steffen Brandt, dansk musiker og sangskriver i TV-2.
- 1956 - Gianna Nannini, italiensk sangerinde.
- 1956 - King Diamond, dansk-amerikansk musiker
- 1957 - Lars Lundkvist, dansk fodboldspiller og -træner.
- 1957 - Sten Byriel, dansk operasanger.
- 1958 - Eric Heiden, amerikansk skøjteløber.
- 1961 - Boy George, engelsk sanger i Culture Club.
- 1962 - Stig Rossen, dansk sanger.
- 1965 - Nigel Short, engelsk skakspiller.
- 1965 - Nikolaj Nørlund, dansk musiker og sangskriver.
- 1969 - Steffi Graf, tysk tennisspiller.
- 1970 - Therese Glahn, dansk skuespiller, danser og koreograf.
- 1980 - Amalie Ihle Alstrup, dansk skuespiller.
- 1989 - Madison Ivy, tysk pornoskuespiller.
- 1996 - Ismarinho, bosnisk fodboldspiller, spiller for FC Barcelona.
- 1996 - Vera Rosenbeck, tidligere formand for Danske Skoleelever.

### Dødsfald
- 1594 - Orlando di Lasso, flamsk komponist, gennem mange år tilknyttet hoffet i München (født 1532).
- 1936 - G.K. Chesterton, britisk forfatter (født 1874).
- 1976 - Arveprins Knud, dansk arveprins (født 1900).
- 1986 - Jorge Luis Borges, argentinsk forfatter (født 1899).
- 1994 - Henry Mancini, amerikansk komponist (født 1924).
- 2015 - Zito, brasiliansk fodboldspiller (født 1932).

|  | Denne datoartikel kan blive bedre, hvis der indsættes et (bedre) billede Du kan hjælpe ved at afsøge Wikimedia Commons for et passende billede eller uploade et godt billede til Wikimedia Commons iht. de tilladte licenser og indsætte det i artiklen. |